# ペーター・シェラー
ペーター・シェラー（ドイツ語: Peter Schöller、1923年12月5日 - 1988年3月16日）は、ドイツの地理学者、ルール大学ボーフム教授。ベルリンに生まれ、ミュンスターで没した。専門は都市地理学、文化地理学。特に日本の地理について研究し、「日本研究の第一人者」とされ、日独の地理学者の交流にも貢献した。

## 経歴
出生から修学期
1923年、ベルリン・フィレンコロニー・リヒターフェルデに生まれた。1934年に父親が死去し、母親はペーターら3兄弟を母子家庭で育てた。その母親には、結婚前に4年間の日本滞在の経験があった。ペーターは、1942年にポツダム＝バーベルスベルクの実科高等学校を卒業しアビトゥーアの資格を得た。
第二次世界大戦
既に第二次世界大戦の戦時下であり、その後の3年間、東部戦線（独ソ戦）へ従軍し、1945年5月11日にウィーンでソ連軍の捕虜となり、10月4日に解放されるまで捕虜生活を送った。
教員となる
ポツダムに戻り、教員養成教育を受け、1946年から母校の実科高等学校で教鞭を執った。その校長の配慮もあり、1946年の冬学期からベルリン大学でドイツ学を主専攻に、地理学、歴史学、地質学を副専攻として学んだ。この時期に、正規の手続きを経て東ドイツから西ドイツへ移住した。
西ドイツ移住後
1948年の夏学期からボン大学に移った。この間、ベルリンではノルベルト・クレブス、ハンス・シュティレ、フリッツ・ハートゥングに師事した。ボンでは地理学を主専攻とし、ハンス・クロース、フランツ・シュタインバッハ、そしてカール・トロールに師事し、トロールの指導の下で学位論文『ルール・エッべ山間地におけるライン-ヴェストファーレン境界』を提出し、1951年に博士号を取得した。その後、トロールの計らいで助手事務員として働き、博士論文を出版した。
1952年から、シェラーは、ミュンスターのヴェストファーレン地方地誌・民族学研究所（Provinzialinstitut für westfälische Landes- und Volkskunde：後のヴェストファーレン＝リッペ地方連合によるヴェストファーレン地方史研究所の前身）で、フランツ・ペトリの研究助手となった。以降、終生ミュンスターに居住した。1959年には、論文「社会地理学的地域編成の原理と諸問題」により、ミュンスター大学で教授資格（ハビリタチオン）を得た。1961年、シェラーは、ペトリの後任者として研究所の研究部門長となり、同年には、ミュンスター大学の講師（ドツェント）も兼任することとなった。
来日研究
1959年から1960年にかけて、シェラーは初めて日本を訪れ、8ヶ月にわたって滞在し、以降は日本を中心に東アジアに関する研究に取り組むようになった。1964年からは、新設されたルール大学ボーフムで地理学の正教授となった。1967年には矢沢大二とともに日独地理学会議を立ち上げ、以降も運営の中心を担った。ルール大学ボーフムに在職していた間、彼はハンブルク大学（1964年）、ウィーン大学（1971年）、ミュンヘン工科大学（1974年）からの招聘を断わった。シェラーは精力的な活動で知られ、西ドイツ国内外の学術団体などの様々な役職を担っていたが、1979年以降は健康を害した。
1984年には、オーストリア科学アカデミーの通信会員となった。1988年には東京地学協会から東京地学協会メダル、日独地理学会議からは名誉会長の称号を贈られた。

## おもな著書

### モノグラフ
- Peter Schöller: Die rheinisch-westfälische Grenze zwischen Ruhr und Ebbegebirge: ihre Auswirkungen auf die Sozial- und Wirtschaftsräume und die zentralen Funktionen der Orte. (= Forschungen zur deutschen Landeskunde. Bd. 72). Verl. des Amtes f. Landeskunde, Remagen (1953).
- Peter Schöller: "Der Fall Löwen und das Weißbuch- Eine kritische Untersuchung der deutschen Dokumentation über die Vorgänge in Löwen vom 25. bis 28. August 1914". Böhlau Verlag, Köln 1958. - この問題についてのドイツとベルギーの歴史学者の声明、および、フランツ・ペトリによる序文を含む。
- Peter Schöller: Die deutschen Städte. (= Erdkundliches Wissen. Bd. 17). F. Steiner, Wiesbaden (1967).
- （浮田典良 訳）西ドイツ地理学者のみた日本、地人書房、1980年

### 全集
- Peter Schöller (Hrsg.): Allgemeine Stadtgeographie. (= Wege der Forschung Bd. 181) Wissenschaftliche Buchgesellschaft, Darmstadt (1969).
- Peter Schöller (Hrsg.): Zentralitätsforschung. (= Wege der Forschung Bd. 301) Wissenschaftliche Buchgesellschaft, Darmstadt (1972).
- Peter Schöller, Heiner Dürr, Eckart Dege (Hrsg.): Ostasien. (= Fischer Länderkunde. Bd. 1). Fischer-Taschenbuch-Verlag, Frankfurt am Main (1978).

### 論文
- Peter Schöller: Aufgaben und Probleme der Stadtgeographie. In: Erdkunde. Bd. 7 (1953), H. 3, S. 161–184, doi:10.3112/erdkunde.1953.03.01.
- Peter Schöller: Wege und Irrwege der politischen Geographie und Geopolitik. In: Erdkunde. Bd. 11 (1957), H. 1, S. 1–20, doi:10.3112/erdkunde.1957.01.01.